# Fudzsivara Szeika

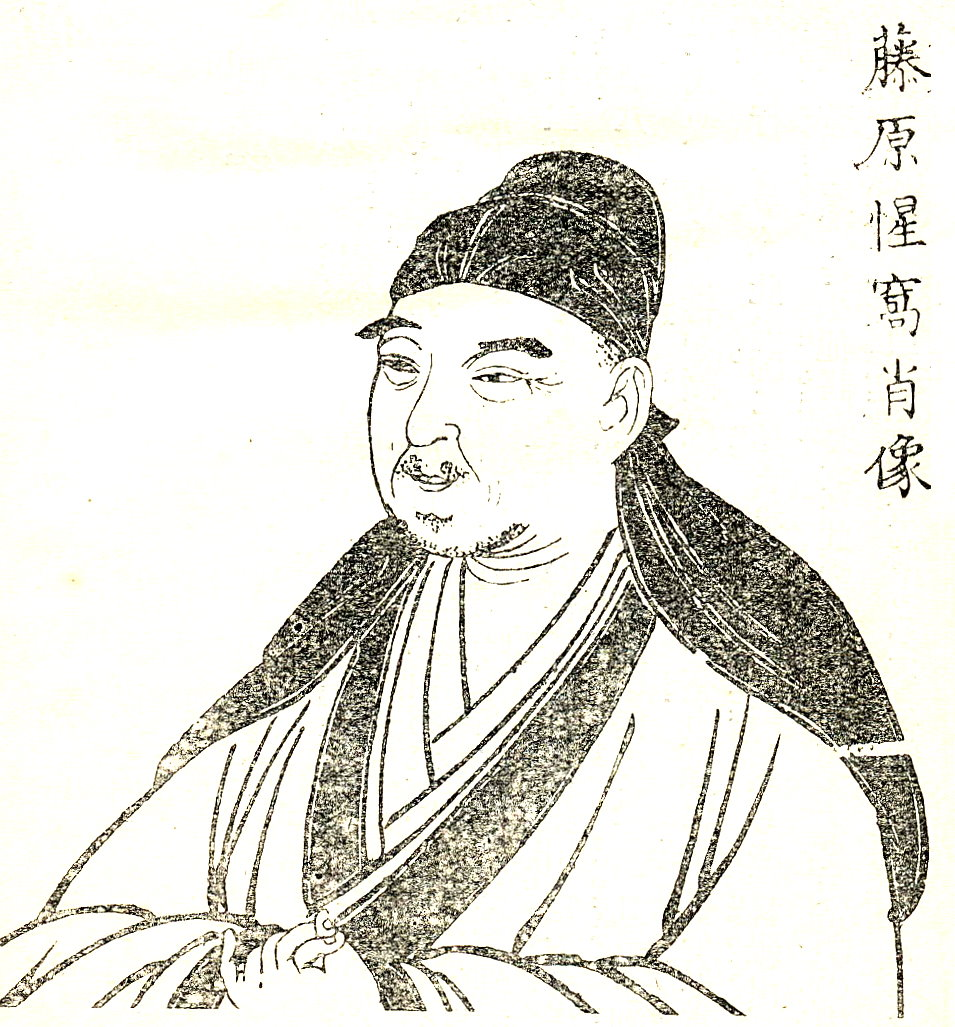
Fudzsivara Szejka (先哲像伝 című könyvből)

Fudzsivara Szeika (藤原惺窩, Hoszokava falu, 1561 – Harima prefektúra, mai nevén; Hjógo prefektúra, 1619) a korai Edo-korban meghatározó filozófus volt, aki nagy hatást gyakorolt a japán neokonfucianizmus kialakulására és fejlődésére.

## Életútja
Fudzsivara Szeika (születési nevén Szuszumu) arisztokrata családban jött világra, Fudzsivara no Teika költő tizenharmadik generációs leszármazottjaként.
Édesapja és testvére nagyon hamar, 1578-ban Besso Nagahara szolgálatában vesztették életüket.
A tragédia után, Szeika az akkori fővárosba, Kiotóba ment, hogy nagybátyjával, Dzsuszen Szeisukuval éljen tovább, aki akkor a Sókoku-dzsi egyik melléktemplomának apátja volt. Később Szeika, valószínűleg nagybátyja tekintélye és nyomásának hatására is, ebben a templomban vált szerzetessé. 
Szeikát már fiatal korától kezdve zen buddhista szerzetesnek neveltették. Először a Kejun-dzsi templomban tanult, majd átkerült a kiotói Sókoku-dzsi templom kolostorába, ahol megismerkedett a kínai filozófiával, és egyre szenvedélyebben tanulmányozta azt.
Végül, hogy teljesen a neokonfucianizmus eszméinek szentelhesse magát, felhagyott a buddhizmussal, és elkezdte a különböző nagyurakat, illetve a 16-17. század fordulójának gazdag kereskedőit szolgálni. 1593-ban például meghívták, hogy Tokugava Iejaszunak adjon leckéket, azonban Szeika nem jött ki túlságosan jól vele, így többé nem is találkoztak. Ezen kívül a filozófus még egy levelet is írt Iejaszunak, melyben kifejezte nemtetszését a nagyúr felé. A tanítás után, illetve azzal egyidejűleg, elkezdett  tanácsadóként is szolgálni a daimjó Kobajakava Hideaikinál egy ideig.
Az 1600-as év előtt Szeika nagy utazónak számított. Többek között, Tojotomi Hidecugut követve eljutott Nagojába is, ahol a Koreába induló sereg táborozott. Ezután, 1596-ban úgy határozott, hogy hajóra száll, és elutazik a ming-kori Kínába, azonban ez a próbálkozása nem járt sikerrel, visszakényszerítették Japánba. Szeika, életének harmincas éveiben kezdett el érdeklődni a Cheng-Zhu konfuciánus iskola iránt. Ezt valószínűleg a koreai tudósnak, Kang Hangnak köszönhette. Kang Hangot (1567-1618) Tojotomi Hidejosi seregei hurcolták be Japánba 1597-ben, és hadifogolyként élt a szigetországban egészen 1600-ig, ami után hazatérhetett. Japánban való tartózkodása idején Szeikával mondhatni, együtt dolgoztak. A japán filozófus bemutatta őt fiatalkori ismerősének, Akamacu Hiromicsinek, Harima daimjójának. Többek között ezzel a tettel is, Szeika meggyőzte a nagyurat, hogy támogassa a Négy könyv (A nagy tanítás, A közép mozdulatlansága, Beszélgetések és mondások, Menciusz) és az Öt klasszikus (Dalok könyve, Írások könyve, Szertartások feljegyzései, Változások könyve, Tavasz és ősz krónika) új kiadását Japánban Csu Hszi „új” kommentárjaival együtt, amik Kínában és Koreában már bevettnek számítottak. Bár Kang Hang sokat dolgozott ezért, a publikáció végül nem valósult meg. 1600-ban a szekigaharai csata után Iejaszu öngyilkosságra kényszerítette Hiromicsit, mivel az ellenfél oldalán állt az összecsapásban. Szeika és a koreai tudós így elvesztették támogatójukat ebben a tervükben, és 1600-ban Kang Hang végül el is hagyta a szigetországot.
Fudzsivara Szeika kora számos nagyurának tartott előadásokat, oktatta őket, a politikába mégsem kívánt beleszólni, nem akarta tanítványait ezen a téren befolyásolni, habár sokszor lett volna rá lehetősége. Ismeretségi körének számos alakja a kor legnagyobb kultúrát és politikát meghatározó személye volt, azonban a filozófus az 1598-as év környékén elhagyta a Sókoku-dzsit, és elvonulva a világtól a kínai filozófia további tanulmányozásának szentelte hátralévő életét.

## Szeika szenszei gjódzsó (惺窩先生行状)
Hajasi Razan (1583-1657), Fudzsivara Szeika tanítványa írta meg mestere életútját, a Szeika szenszei gjódzsót (Szeika mester viselkedése). Ez a mű szolgáltatja a legtöbb életrajzi adatot és információt a filozófus személyiségéről. Azonban érdemes óvatosan kezelni ezt az írást, mivel sok olyan elem található benne, amin a kutatók a mai napig vitatkoznak, vagy nem ismerik el megtörtént eseményként. Ilyen például az a történet, amikor Szeika a szekigaharai csata után Kiotóban Iejaszu előtt vitázik egy Sótáj nevű szerzetessel. Ez a jelenet egy ikonikus momentumává vált a tokugawa-kori konfucianizmusnak, azonban a mai álláspont szerint, valószínűleg csak egy kitalált történetről van szó, ugyanis Iejaszu abban az évben feltehetőleg nem járt Kiotóban.

## Szeika levelei

### „A négy vidék az enyém”
1592-ben Fudzsivara Szeika Tojotomi Hidecugu társaságában elment Nagojába, a Koreába induló sereg fő táborába. Itt találkozhatott Iejaszuval, aki korábban már meghívta a filozófust Edoba, hogy látogassa meg. Az invitálásnak eleget téve, Szeika hónapokig Edoban maradt Iejaszu vendégségében, és oktatta őt. Ott tartózkodása során a filozófus a nagyúr számos hűbéresével jó kapcsolatot épített ki, azonban magával Iejaszuval nem jött ki túl jól. Így született meg Szeika tollából „A négy vidék az enyém” című fejtegetése, melyben főként arról ír, hogy a természetbeli dolgoknak nincsen uruk, hanem éppen ahhoz tartoznak, aki élvezi, használja őket. Az eset után a mester nem próbálkozott az Iejaszu kegyeibe való beférkőzéssel, és nem találkozott vele többet.

### Levél a tudós Kang Hangnak
Az 1598-as év vége felé Fudzsivara Szeika megkérte a koreai tudóst, Kang Hangot Akamacu Hiromicsi nevében, hogy írjon egy utószót a Négy Könyv és az Öt Klasszikus általuk összeállított új kiadásához.
Ezt a kiadást Szeika a szung-kori kommentárok alapján szerkesztette. Levelében kitér arra, hogy fontosnak tartja nem csak a Han, hanem a szung-kori filozófusok gondolatainak megismertetését is Japánban. Ezen kívül megemlíti, hogy Akamacu Hiromicsi készítette az új másolatot a Négy könyvről és Öt Klasszikusról, és megkérte őt, Szeikát, hogy egészítse ezt ki japán írásjegyekkel a szung-kori értelmezések alapján. A levél végén kéri meg a filozófus Kang Hangot, hogy vegye fontolóra egy esetleges utószó megírását az új kiadáshoz.
A levél bár célba ért, és mind sokat dolgoztak a művön, az új kiadás sosem valósult meg, mivel a szekigaharai csata után Akamacu Hiromicsi, mivel Iejaszu ellen indult csatába, öngyilkos lett.

### Levél Annam vezetőjének
Fudzsivara Szeika ezen levelét is más nevében írta Annam vezetőjének, azonban a megbízó kiléte ismeretlen, csak találgatások vannak a személyére vonatkozóan. A fennmaradt változatban nem csak a név, de még a dátum sincs feltüntetve, így a pontos adatok megállapítása meglehetősen nehézkes.
Az egyik elmélet szerint a levél küldője valószínűleg Szeika pártfogója, a kiotói kereskedő, Szuminokura Josida Szoan lehetett. Ő minden évben, 1604 és 1613 között küldött hajót Délkelet-Ázsia vizeire, hogy ott is kereskedjen. Ezek a hajóutak persze hivatalos engedéllyel valósulhattak csak meg.
A másik elmélet szerint a feladó Tokugava Iejaszu személyében keresendő. Ugyanis a levél jól ábrázolja az 1604-es év utáni kereskedelmi és diplomáciai kapcsolatokat a térségben, továbbá a kínai kultúra befolyását és térnyerését. Illetve, Szeika említi is a levélben az 1604-ben hazatért japán hajókat.
Maga a levél Huang „úrnak” van címezve, aki akkoriban Annam fejének számított. Az írásban megemlített információk jelzik, hogy Japán és Annam között jó kapcsolat volt, és az utóbbi terület uralkodója gazdag ajándékokkal küldte vissza a szigetország hajóit hazájukba.

## Filozófiája

### Az elme megtisztítása
Fudzsivara Szeika az elméről, mint egy tükörről vélekedett, a dolgokat pedig, amelyek a tisztán látást megakadályozzák, porszemekként írta le. Ezeket a porszemeket, ha a tükör belseje tiszta és fényes, könnyen letörölhetjük. Továbbá a tiszta fényességet az „üresség” fogalmával azonosította, melyben megtalálható a szellem.
Ezek a gondolatok már A közép mozdulatlansága és a Beszélgetések és mondások című művekben is megtalálhatóak, csak más képekkel leírva.
A filozófus ezen kívül még fontosnak tartotta kiemelni, hogy az „ürességet” nem egy gondolatok és fogalmak nélküli állapotnak kell elképzelnünk. A helyes, nem megvetendő gondolatokat fontosnak, az egész nagy munkájának” tartotta.

### A Menny Útja
Szeika a Menny Útját egy olyan alaktalan alapelvként írta le, ami jóformán érzékelhetetlen, csak a világban történő változásokban vehető észre, mivel ezek a Menny Útja működésének köszönhetően következnek be. A filozófus a könnyebb megértés érdekében az emberi test és elme párhuzamot használta. Úgy, ahogyan az elme akarata kiterjed az ember minden testrészére, a Menny Útja is kiterjed az egész világra.
Fudzsivara Szeika Csu Hszi li fogalmát úgy magyarázta, hogy amikor nem kapcsolódik dolgokhoz, tárgyakhoz, akkor nevezhetjük azt a Menny Útjának is.
A filozófus úgy gondolta, hogy a Menny Útja által létrehozott rend megőrzése érdekében egy adott embernek először a saját családjáról és hozzátartozóiról kell gondoskodnia, és csak utána kéne fontolóra vennie, hogy nagyobb hatalomra tegyen szert, és akár egy államot kormányozzon.

### A konfuciánus erények
Szeika öt erényt nevezett meg a legfontosabbaknak, melyek betartásával, és alkalmazásával bárki erkölcsös emberré válhat. Ezek az erények pedig a következők; emberségesség, becsületesség, illendőség, bölcsesség és őszinteség. Azonban ezen erények túlzott és felesleges alkalmazása is helytelen. Például az emberségesség esetében könyörületesen kell bánnunk embertársainkkal, de a szükségtelen kedvesség vagy szánalom is akár embertelenségnek számíthat.

### A sintó istenek (kamik)
Fudzsivara Szeika igyekezett a sintó isteneit, kamijait összefüggésbe hozni a neokonfucianizmussal, és beilleszteni őket filozófiai rendszerébe. A leghatalmasabbnak tartott kamit, Amateraszu Ómikamit, a Nap istennőjét Japán mennyei urának tartotta. Úgy gondolta, hogy az ország vezetőinek, az istennő kegyeinek elnyerése érdekében, becsületesnek kell lenniük. Ha a hatalmon lévő emberek az egyenességet választják, akkor a nép is ugyanilyen egyenes és becsületes lesz, továbbá folyamatosan az istenek védelme alatt fognak állni.
Szeika Jao kínai császárt, csak úgy, mint a konfuciánus hagyomány, az egyik legpéldásabb és legbölcsebb uralkodónak tartotta, akinek példaértékű életútjához hasonlította a sintó tartalmát is. Szerinte a sintó nevezhető a japán konfucianizmusnak is, mely a buddhizmus megérkezése miatt hanyatlásnak indult.